# Monumento al Cid Campeador (Burgos)
El Monumento al Cid Campeador es una estatua ecuestre situada en la ciudad de Burgos, en España, y representa a Rodrigo Díaz de Vivar, un líder militar castellano que llegó a dominar al frente de su propia mesnada el Levante de la península ibérica a finales del siglo XI. Es obra del célebre escultor Juan Cristóbal González Quesada, y fue inaugurada por el general Franco el 23 de julio de 1955.
Se trata de uno de los símbolos más representativos de la ciudad, y uno de los siete monumentos ecuestres dedicados al Cid a lo largo del mundo, junto a los ubicados en Nueva York, San Francisco, San Diego, Buenos Aires, Valencia y Sevilla.

## Historia
La idea de levantar un monumento en homenaje a Rodrigo Díaz de Vivar, natural de la localidad burgalesa de Vivar, fue habitual a lo largo del siglo XX. Ya en 1905 el rey Alfonso XIII colocó la primera piedra para su edificación. Pero no fue hasta 1947 cuando el alcalde de la ciudad Carlos Quintana Palacios, inició las gestiones para su construcción. El 8 de septiembre de ese año se firmó el contrato con el famoso escultor andaluz Juan Cristóbal González Quesada para la creación de la estatua, bajo un proyecto del arquitecto Fernando Chueca Goitia. Finalmente, el monumento fue inaugurado el 23 de julio de 1955, en un acto solemne al que asistió el jefe del estado, el general Francisco Franco, y fue acompañado por desfiles militares terrestres y aéreos. El acto se convirtió en la primera pieza del NO-DO del 1 de agosto de 1955.

## Características
El monumento representa a El Cid cruzando el río Arlanzón en el momento de abandonar Burgos hacia el destierro, a lomos de su caballo Babieca, y blandiendo en su mano derecha su espada Tizona, señalando hacia Valencia, su lugar de destierro. Está completado por el Ciclo cidiano, un conjunto de ocho esculturas realizadas por Joaquín Lucarini y colocadas en el puente de San Pablo, que representan ocho de los personajes más allegados al Cid: Doña Jimena, Diego Rodríguez, San Sisebuto, Jerónimo de Perigord, Martín Antolínez, Álvar Fáñez, Martín Muñoz y Ben Galbón.
La estatua ecuestre está fundida en bronce, tiene una altura de 4 m, y está erigida sobre un pedestal de granito y piedra caliza de unos 5 m de altura. En el pedestal se inscriben dos textos relativos a la vida y muerte del Cid, así como los escudos de Burgos y de Castilla.
El conjunto se encuentra instalado en la plaza de Mio Cid, en el centro de la ciudad, junto al puente de San Pablo sobre el río Arlanzón.